# アンドロメダ座オミクロン星
アンドロメダ座ο星（アンドロメダざオミクロンせい、ο Andromedae、ο And）は、アンドロメダ座の恒星系である。ヒッパルコス衛星が測定した年周視差に基づけば、太陽からおよそ690光年離れた位置にあるとみられる。系全体での見かけの等級は、3.62とされるが、変光しているため一定ではない。

## 経緯
アンドロメダ座ο星は、1915年頃から測光観測が行われ、1918年にはベルリン天文台のパウル・グートニクが変光していることに気付いた。変光の周期を求めるため、数多くの観測が行われ、1.58日の短い周期は早い段階で指摘されていたが、光度曲線はもっと複雑で、十分な説明ができる解釈は長い間みつからなかった。1984年になり漸く、8.5年周期の長期的な変光と、1.571272日周期の短期的な変光の重ね合わせで説明できることが示され、これがアンドロメダ座ο星の変光を研究する上での基礎となっている。
分光観測は測光観測より早く、19世紀から続けられており、初期にはB型星とデネブ型の混合と言われたが、その後は通常のB型星のスペクトルが観測されることが続き、20世紀半ばにガス殻の存在を示すスペクトルが観測され、アンドロメダ座ο星がガス殻星で、通常のB型星との間を行ったり来たりしていることがわかってきた。光度曲線と、スペクトルの時間変化についてデータが蓄積されてくると、長期的な変光とスペクトル型の遷移との間に相関があることもわかってきた。
1949年、ペンシルベニア大学のフラワー天文台が行った観測で、アンドロメダ座ο星は二重星ではないかとされたが、離角が決定できずに0.1秒未満とされた。1975年にはキットピーク国立天文台で、スペックル干渉法で観測が行われ、0.05秒離れた位置に第2の恒星があることが確定したが、先に指摘されたものとは方位角が異なっていた。更に、セロ・トロロ汎米天文台とキットピークの追観測で、0.3秒離れた位置に恒星を確認、方位角がフラワー天文台が指摘したものと整合した。その後も観測が重ねられ、アンドロメダ座ο星が少なくとも三重星であることが確実となり、元々のアンドロメダ座ο星がアンドロメダ座ο星A、0.3秒離れた恒星がアンドロメダ座ο星B、0.05秒離れた恒星がアンドロメダ座ο星aと呼ばれるようになった。更に、アンドロメダ座ο星Bのスペクトル線は、2つの成分を持ち、その視線速度が時間変化していることがわかり、アンドロメダ座ο星Bが周期33日の分光連星で、アンドロメダ座ο星には4つの恒星が含まれていることが明らかとなった。観測が積み上がってくると、相対位置の測定から、各恒星の軌道が描けるようになり、軌道要素も求められ、アンドロメダ座ο星が四重連星系であることが共通認識となっていった。

## 星系
アンドロメダ座ο星は、四重連星系であるが、分光連星であるアンドロメダ座ο星B系が、主星であるアンドロメダ座ο星Aの周りを公転しているのか、それともアンドロメダ座ο星A-a系の周りを公転しているのかについては、解釈が分かれており、最新の分析は、後者を支持する結果となっている。

### 主星
主星のアンドロメダ座ο星Aが、この系で最も明るく、古くからアンドロメダ座ο星とされてきた恒星にあたり、Be/ガス殻星でスペクトル型はB6 IIIpeとされる。質量は、太陽の6.5倍程度と推定される。見かけの等級はおよそ3.8だが、カシオペヤ座γ型に分類される変光星でもあり、最大で0.2-0.3等級程度明るさが変動している。変光は、周期が約1.57日の短期的な変光と、周期がおよそ8.5年の長期的な変光とがある。短期的な変光は、1.57日の間に明るさの異なる2つの極小がみられる二重波形の光度曲線を示し、曲線の振幅や輪郭は一定していない。長期的な変光と短期的な変光には関係があり、長期的な変光の極大期には、短期的な変光の振幅が0に近づき、逆に長期的な変光の極小期には、短期的な変光の振幅は極大（~0.1等級）になる。長期的な変光の周期は、分光観測からガス殻が出現したと考えられる間隔と整合し、両者には関係があると考えられる。短期的な変光は、恒星の自転と関係がある現象、或いは脈動によるものではないかと予想される。アンドロメダ座ο星Aの自転はとても速く、およそ240km/sと見積もられる。

### 伴星
アンドロメダ座ο星aは、アンドロメダ座ο星Aから0.05秒離れた位置に発見された伴星で、主星の周りをおよそ5.7年周期で公転している。軌道の分析から予想されるアンドロメダ座ο星aの質量は、太陽の2.3倍程度である。
アンドロメダ座ο星Aから0.3秒離れた位置で発見された伴星アンドロメダ座ο星Bは、アンドロメダ座ο星A-a系の周りを公転しているとすると、その周期はおよそ117年と推定される。アンドロメダ座ο星B自身は、公転周期が約33日の分光連星であり、系を構成する2つの恒星はいずれも太陽の3-4倍程度の質量を持つ、晩期の（低温の）B型星もしくは早期の（高温の）A型星と考えられる。